# وحشت ۱۸۹۳

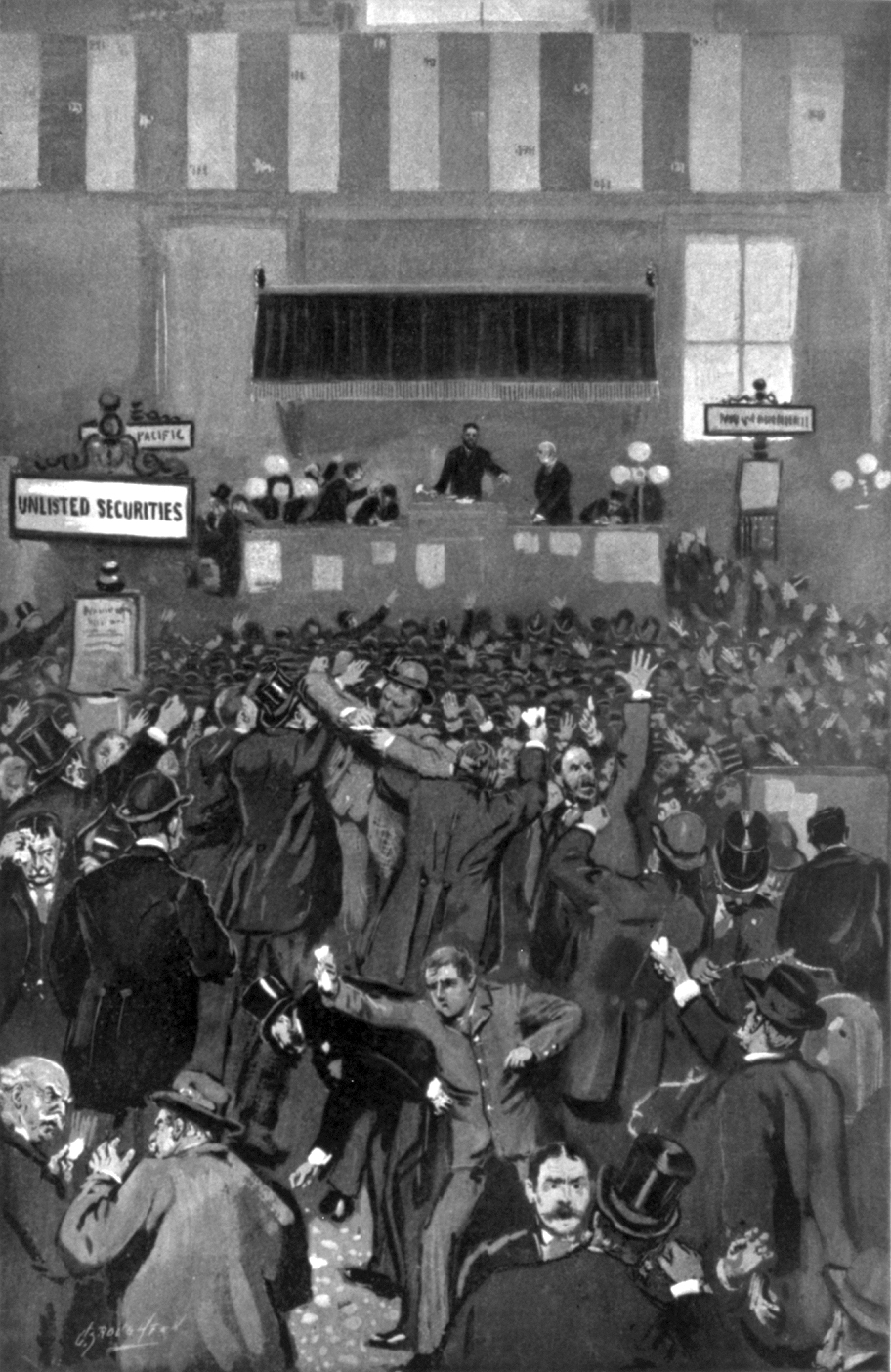
طراحی فرانک لزلی از کارگزاران وحشت‌زده بورس در ۹ می ۱۸۹۳.

وحشت ۱۸۹۳ یک دوران رکود اقتصادی در ایالات متحده بود که از سال ۱۸۹۳ آغاز و تا ۱۸۹۷ به طول انجامید. این دوران عمیقا بر تمامی بخشهای اقتصادی ایالات متحده تاثیر گذاشت و آشفتگی‏هایی سیاسی را ایجاد کرد که منجر به تجدید ساختار سیاسی در سال ۱۸۹۶ و ریاست جمهوری ویلیام مک‏‌کینلی شد.